# Mé-Zóchi
Mé-Zochi is een district in het midden van het Sao Tomé en Principe behorende eiland Sao Tomé.

## Geografie
Mé-Zóchi heeft een oppervlakte van 122 km² en 46.265 inwoners (2012). De hoofdstad is Trindade, andere bekende plaatsen zijn Batepá en Graça. Het district wordt in het noorden begrensd door de districten Lobata en Água Grande, in het zuiden door Cantagalo en Caué en in het westen door Lembá. Het district is verder opgedeeld in vijf subdistricten: Almas, Bombom, Caixão Grande, Madalena, en Trindade.
Mé-Zóchi levert dertien zetels in de Assembleia Nacional.

## Bevolkingsontwikkeling
| Jaar | Inwoners | Aandeel totale bevolking |
| ---- | -------- | ------------------------ |
| 1940 | 18.422   | 30,4%                    |
| 1950 | 18.056   | 30,0%                    |
| 1960 | 20.374   | 31,7%                    |
| 1970 | 20.550   | 27,9%                    |
| 1981 | 24.258   | 25,1%                    |
| 1991 | 29.758   | 25,3%                    |
| 2001 | 35.105   | 25,5%                    |
| 2006 | 38.668   | 25,5%                    |
| 2012 | 46.265   | 24,7%                    |

## Stedenbanden
Mé-Zochi onderhoudt stedenbanden met de volgende plaatsen:
- Guimarães, Portugal.

## Sport
Enkele voetbalclubs die hun thuisbasis hebben in Mé-Zóchi zijn Agrosport, Bairros Unidos FC, Inter Bom-Bom en Os Dinâmicos.
Provincies: Sao Tomé (Sao Tomé) · Principe (Santo António)
Districten: Água Grande (Sao Tomé) · Cantagalo (Santana) · Caué (São João dos Angolares) · Lembá (Neves) · Lobata (Guadalupe) · Mé-Zóchi (Trindade) · Pagué (Santo António)
Eilanden: Ilhéu Bom Bom · Ilhéu das Cabras · Ilhéu Caroço · Principe · Ilhéu das Rolas · Ilhéu de Santana · Sao Tomé · Tinhosa Grande · Tinhosa Pequena